# Liste von Persönlichkeiten der Stadt Bologna
Diese Liste enthält in Bologna geborene Persönlichkeiten sowie solche, die in Bologna gewirkt haben, dabei jedoch andernorts geboren wurden. Die Liste erhebt keinen Anspruch auf Vollständigkeit.

## In Bologna geborene Persönlichkeiten

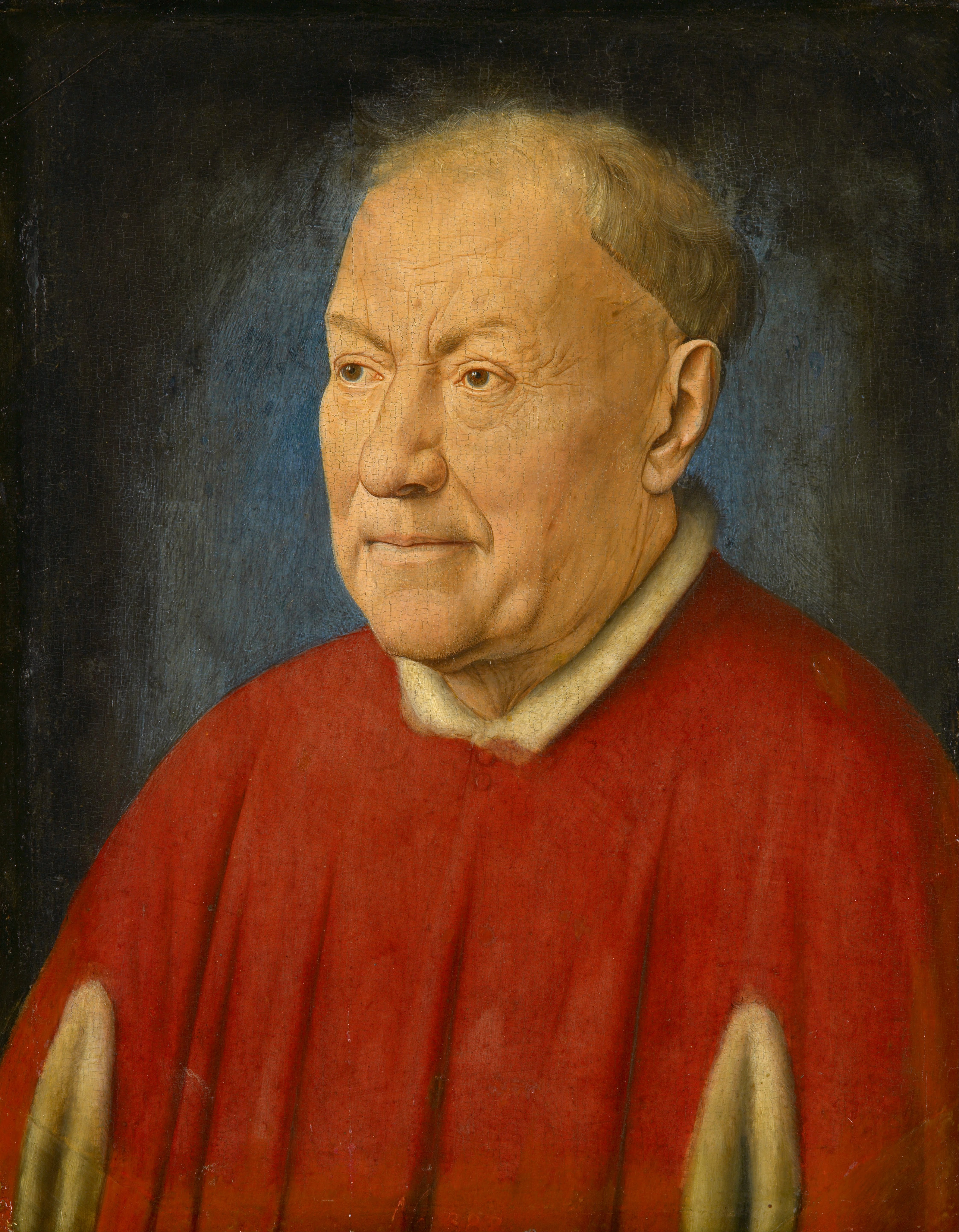
Niccolò Albergati

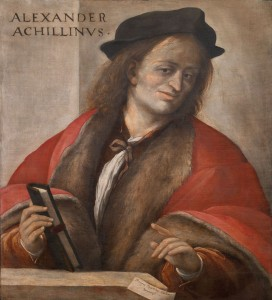
Alessandro Achillini

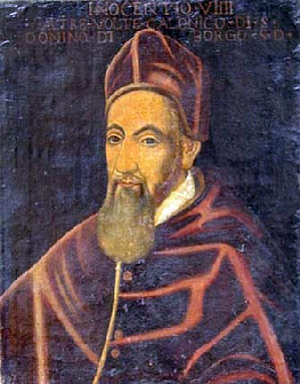
Innozenz IX.

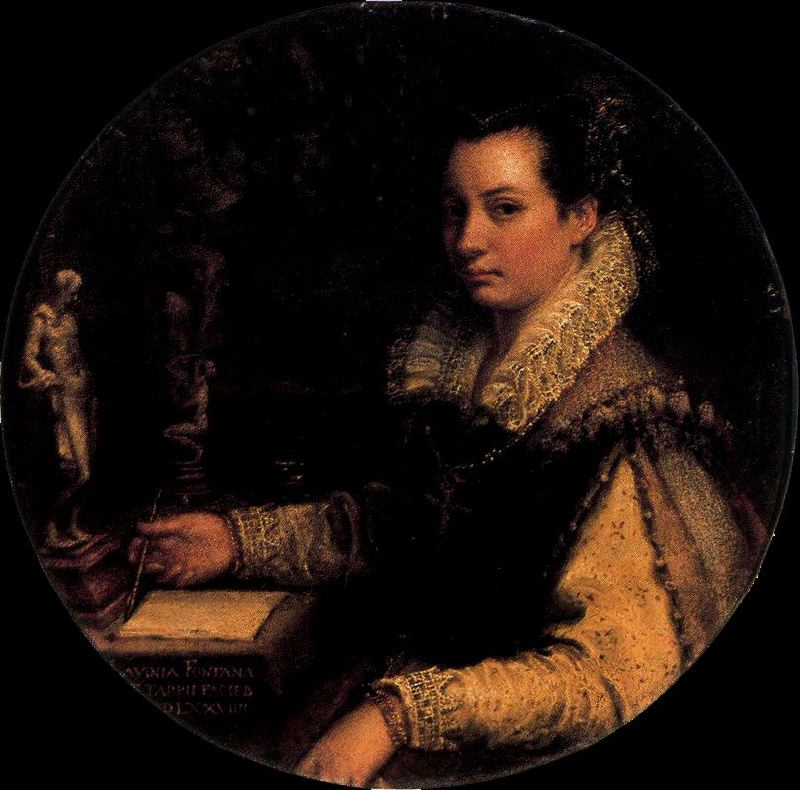
Lavinia Fontana

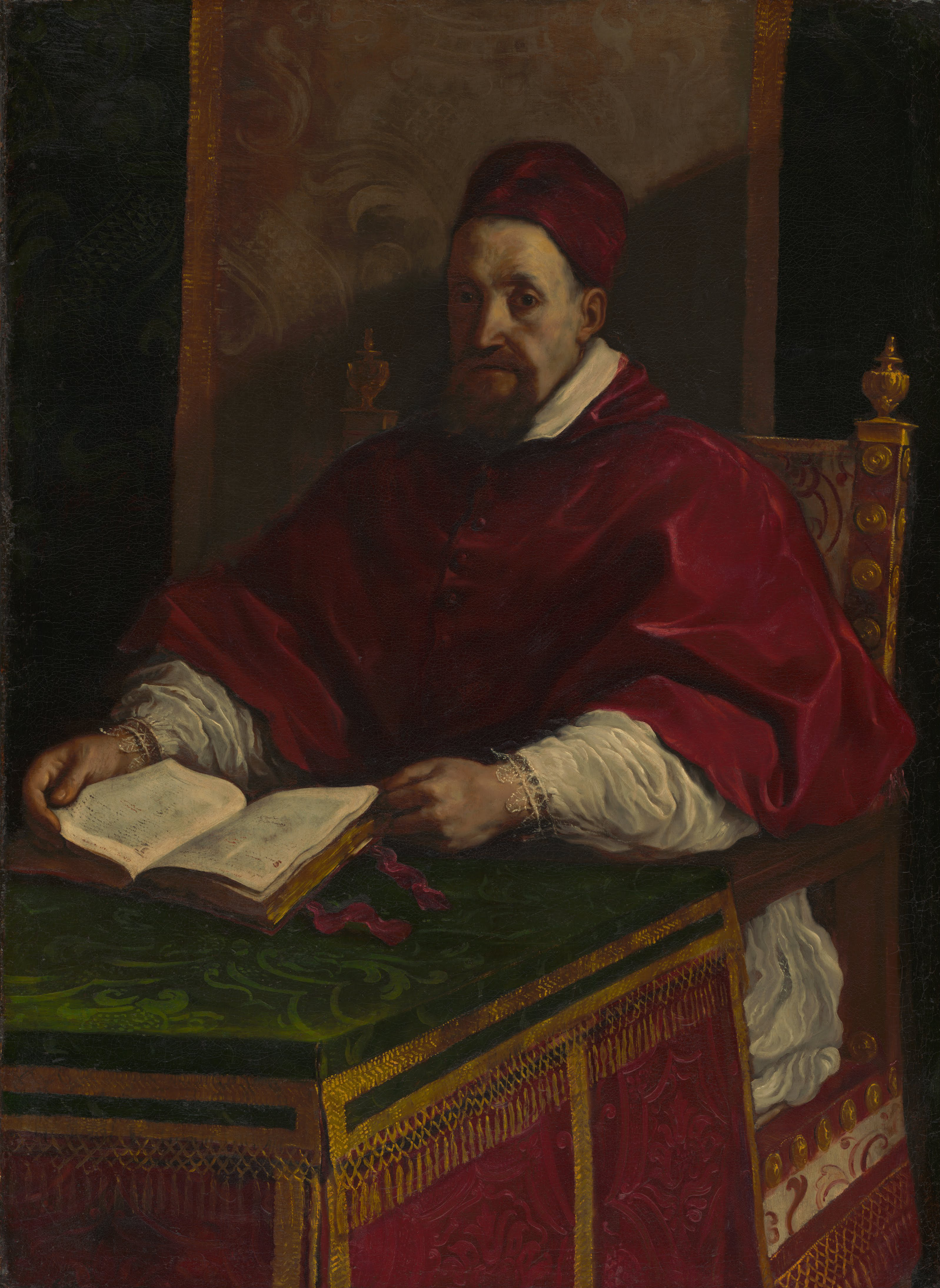
Gregor XV.

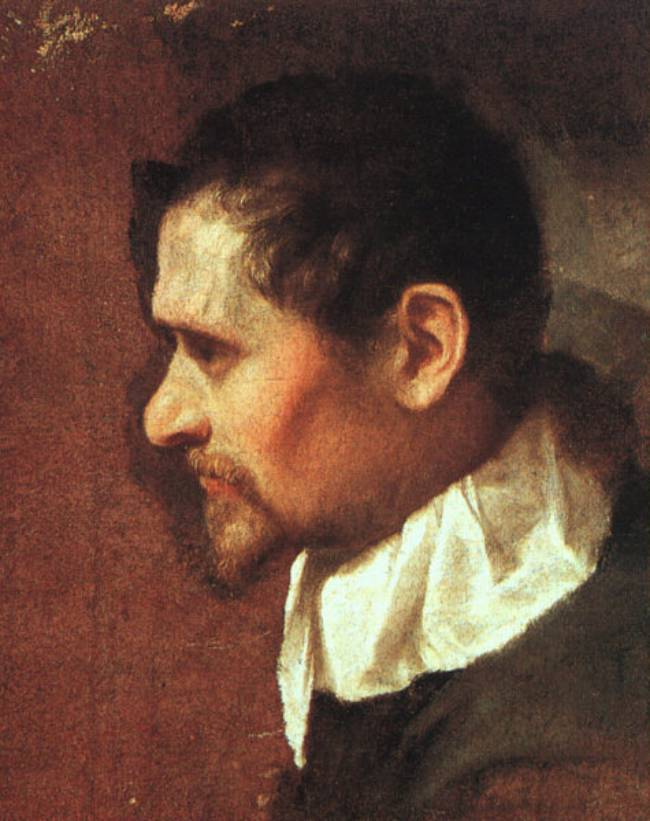
Annibale Carracci

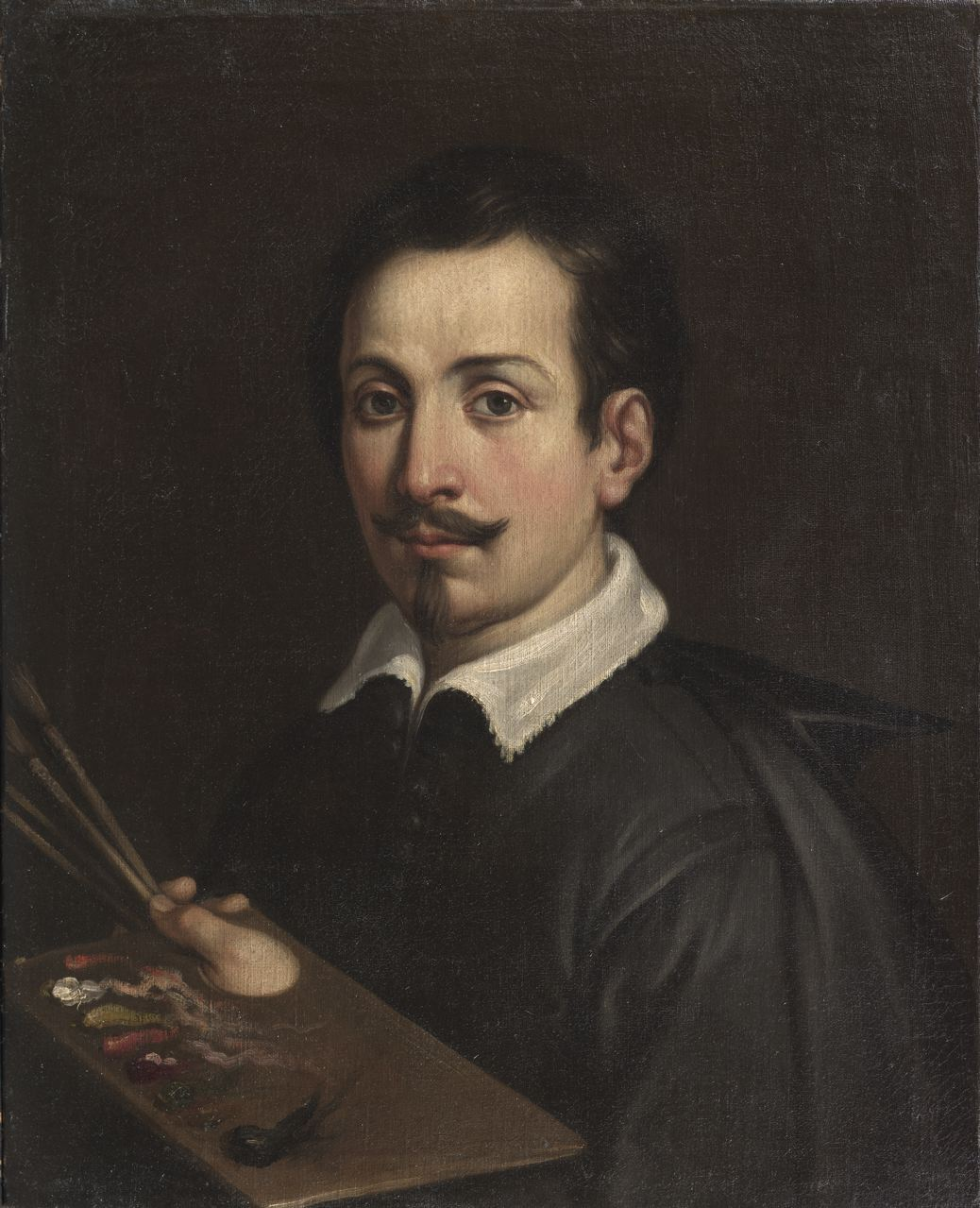
Guido Reni

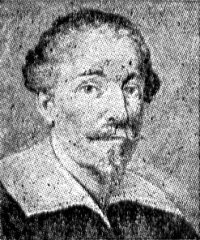
Francesco Albani

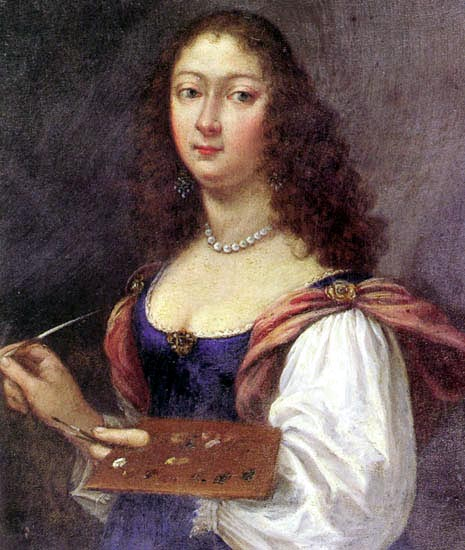
Elisabetta Sirani

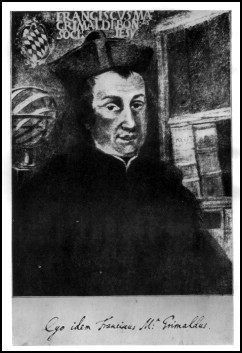
Francesco Maria Grimaldi

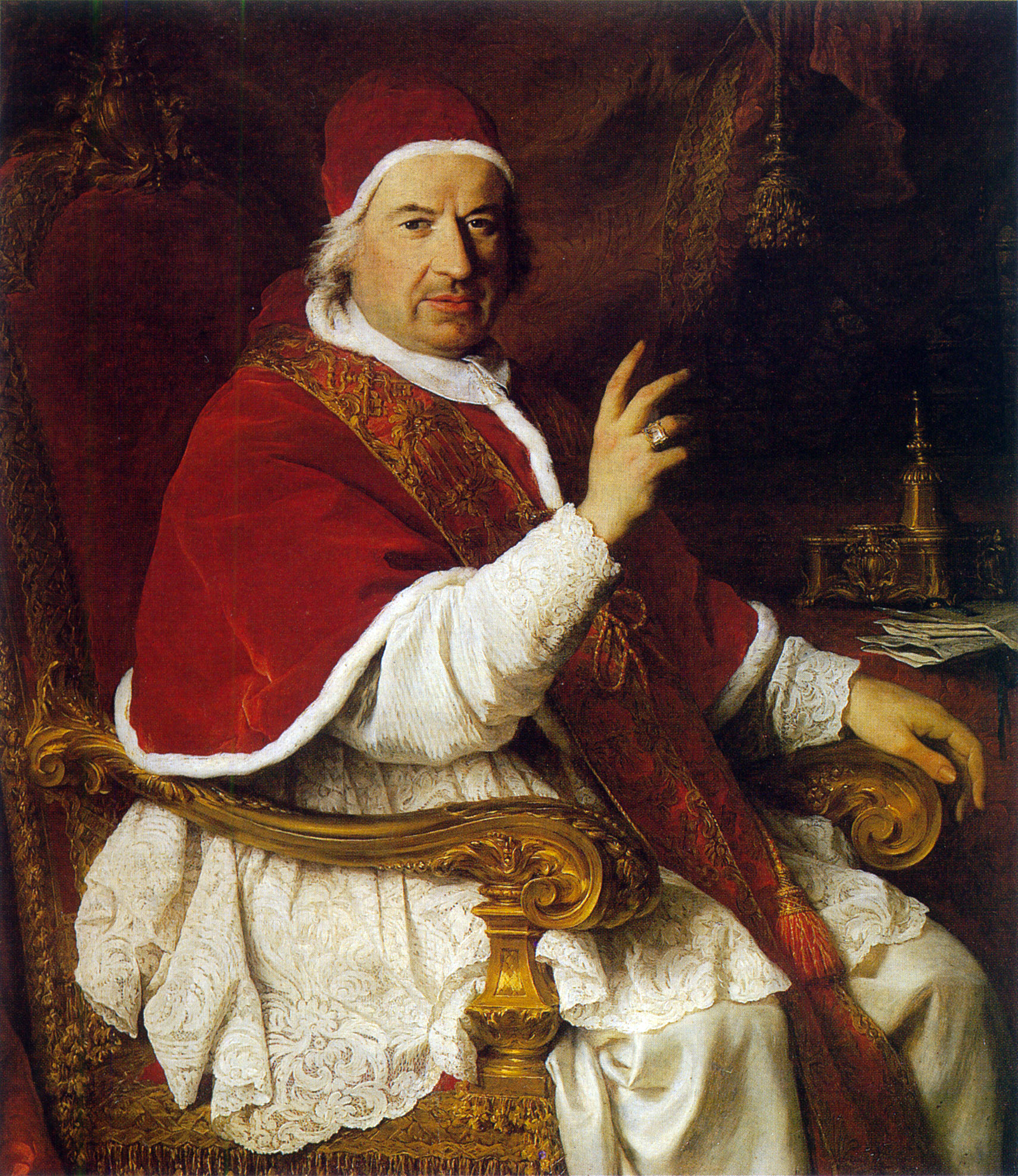
Papst Benedikt XIV.

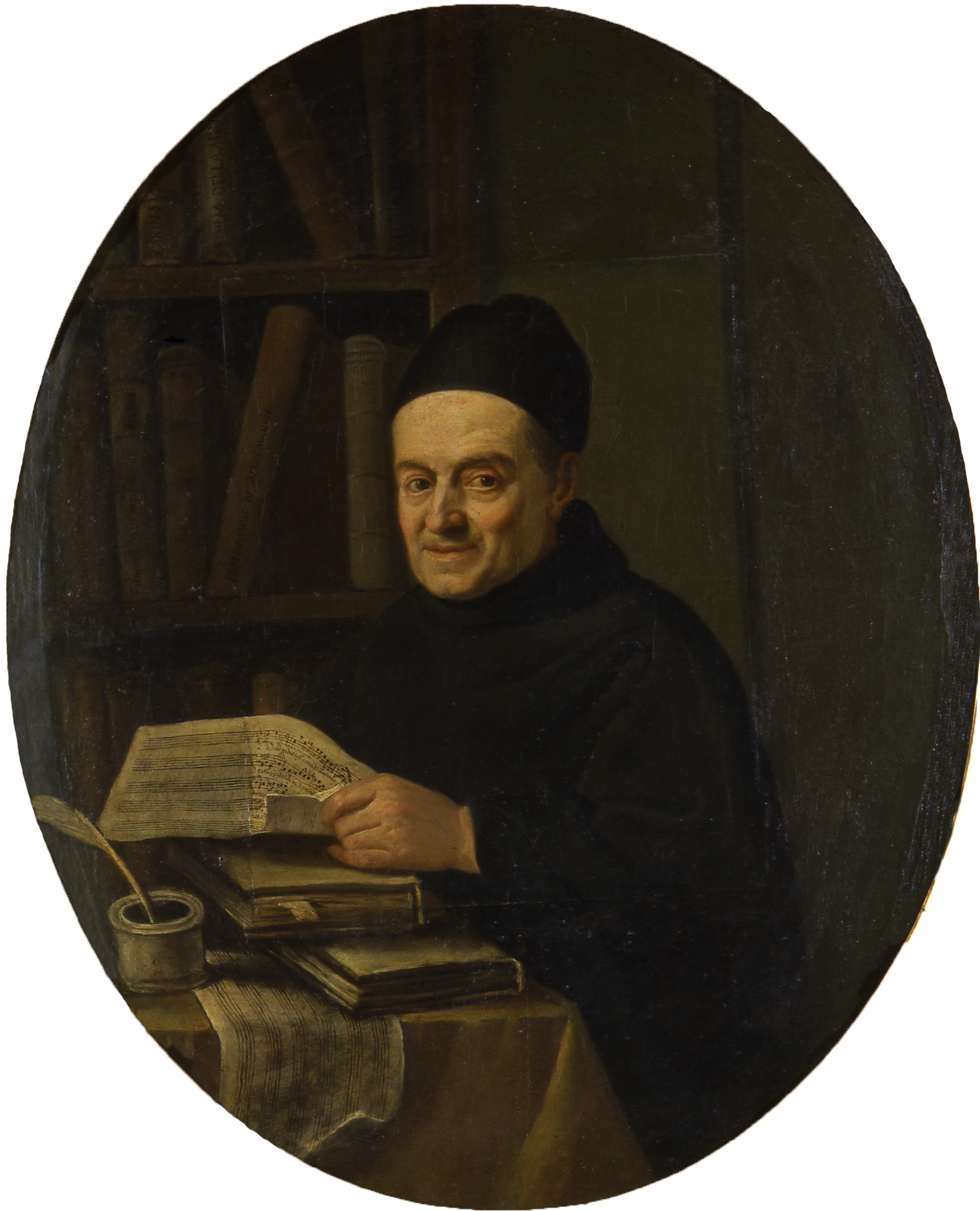
Giovanni Battista Martini

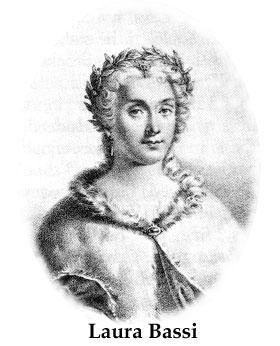
Laura Bassi

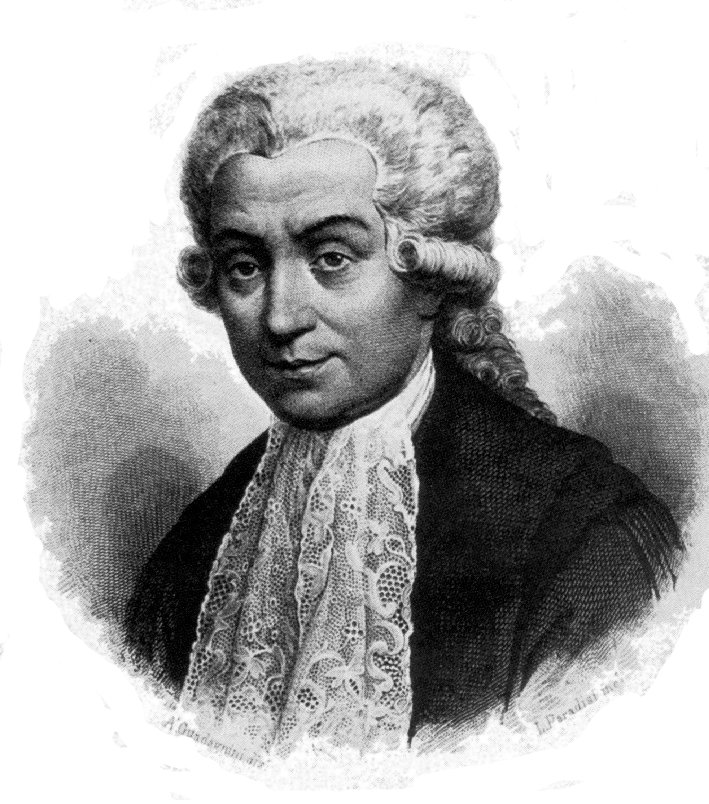
Luigi Galvani

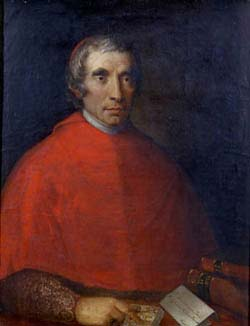
Giuseppe Mezzofanti

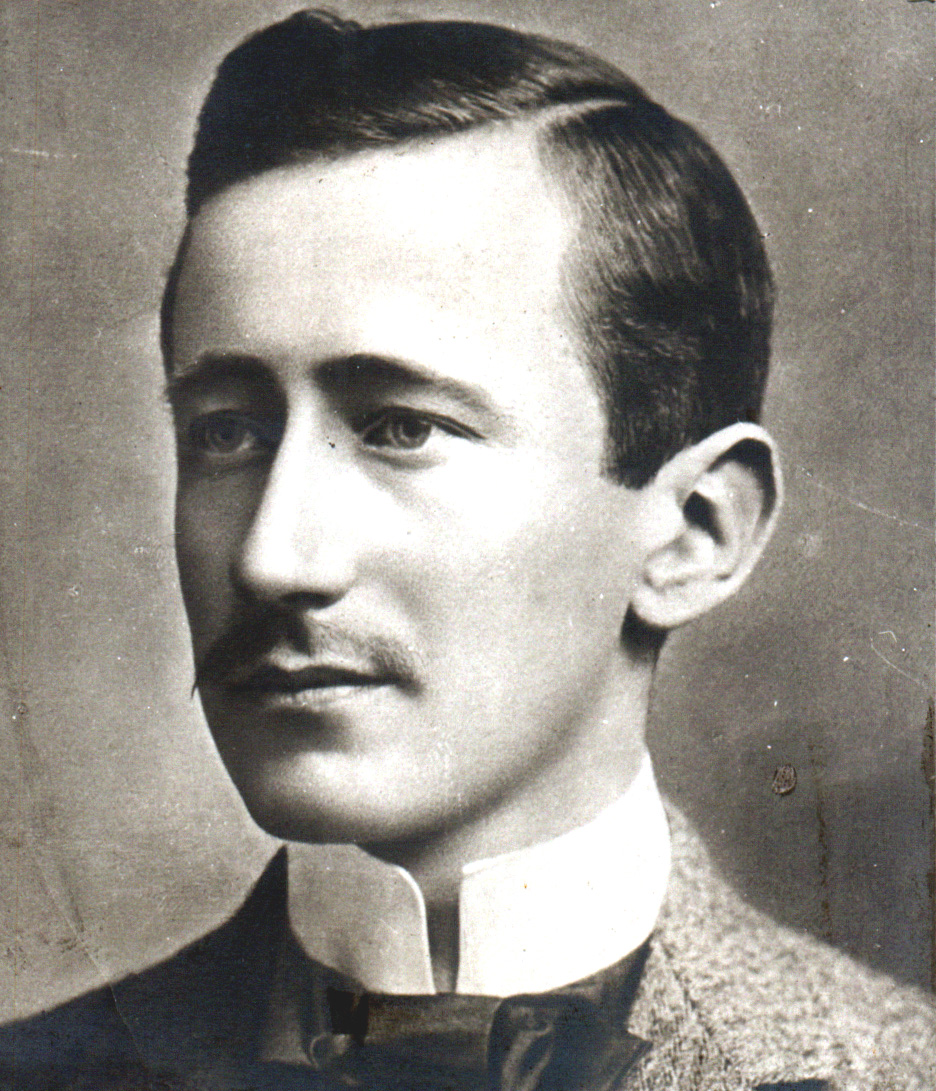
Guglielmo Marconi

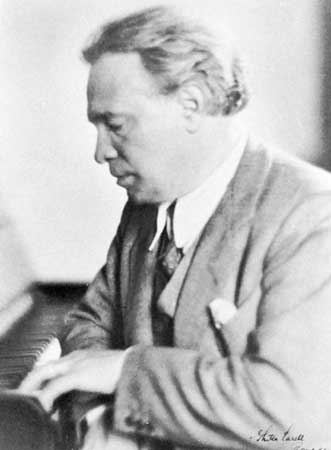
Ottorino Respighi

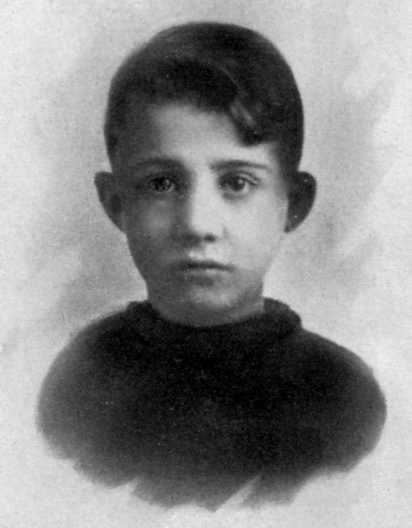
Anteo Zamboni

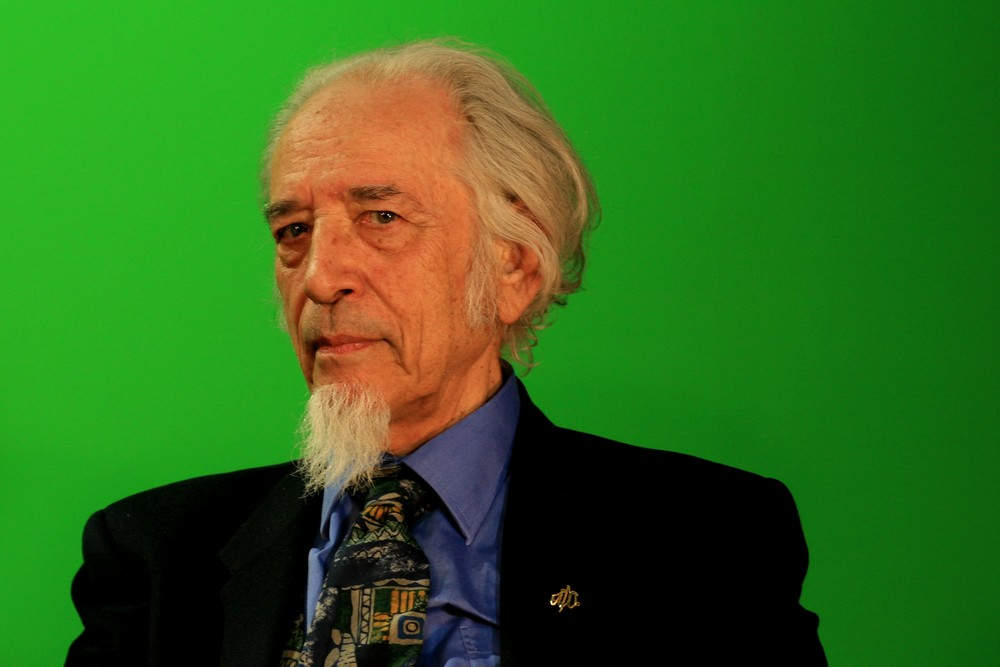
Gabriele Mandel

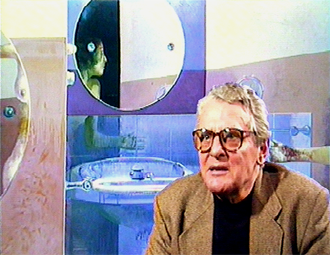
Leonardo Cremonini

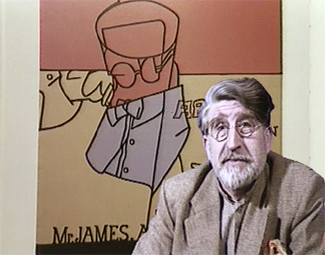
Valerio Adami

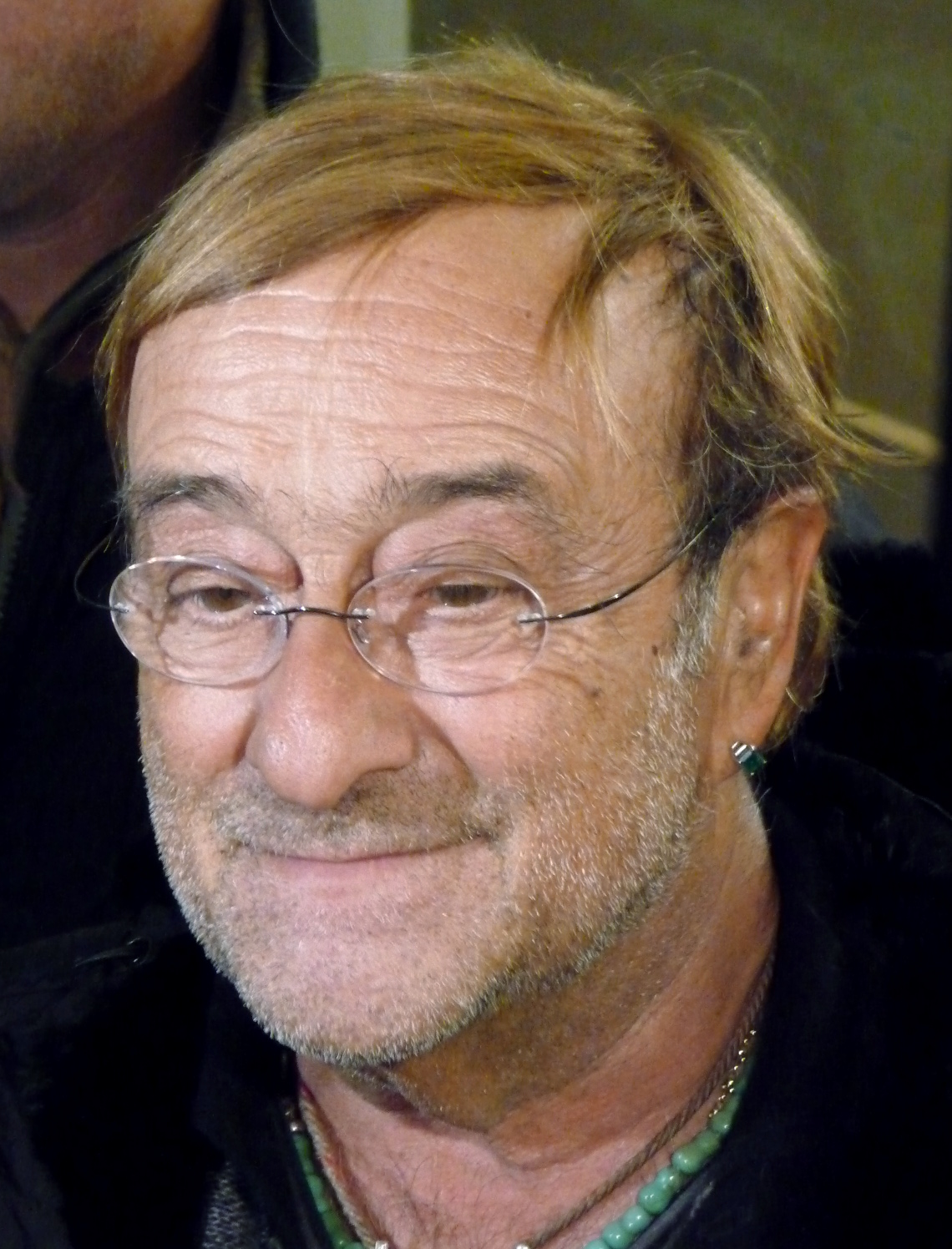
Lucio Dalla

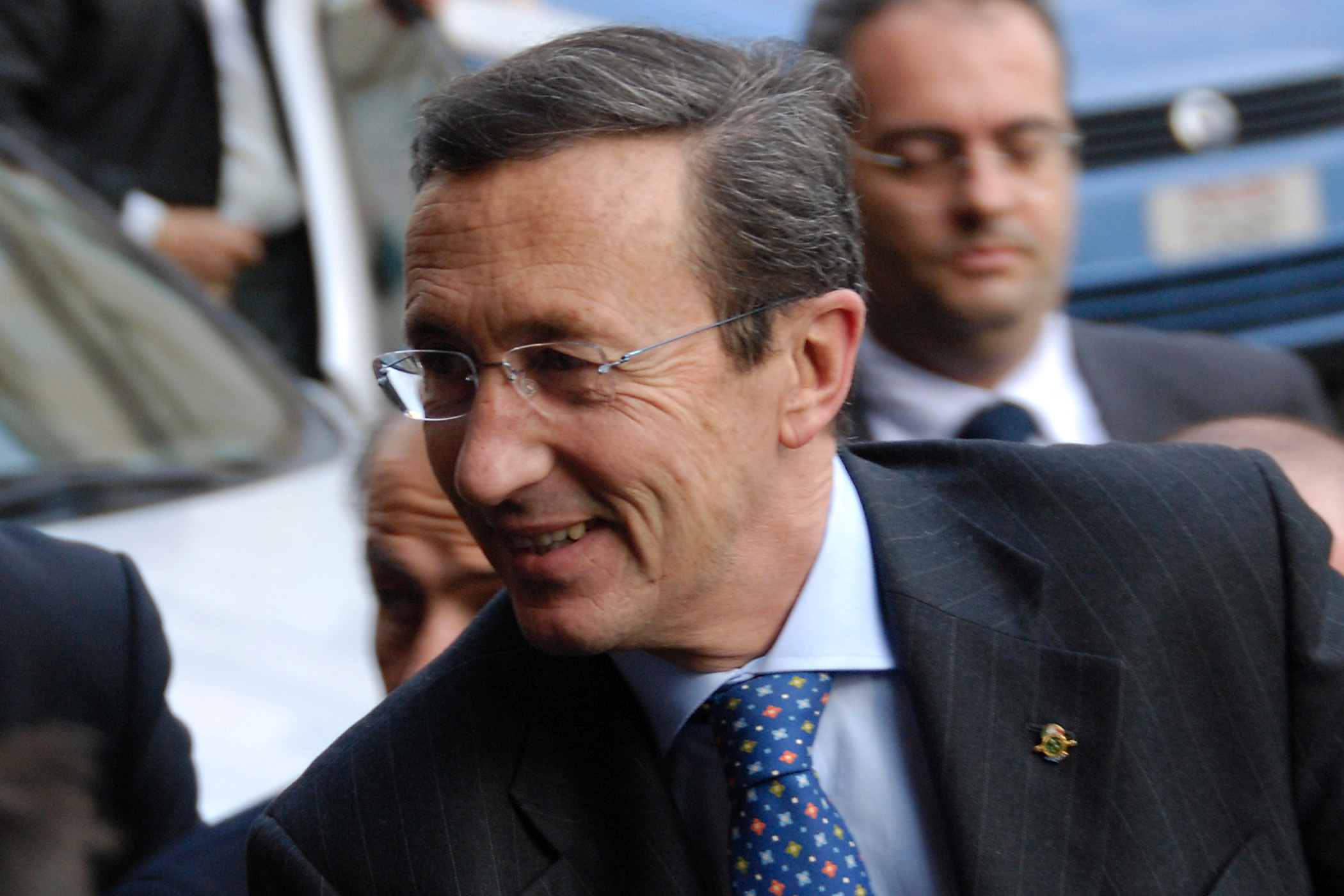
Gianfranco Fini

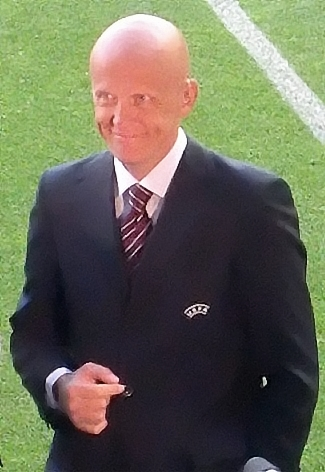
Pierluigi Collina

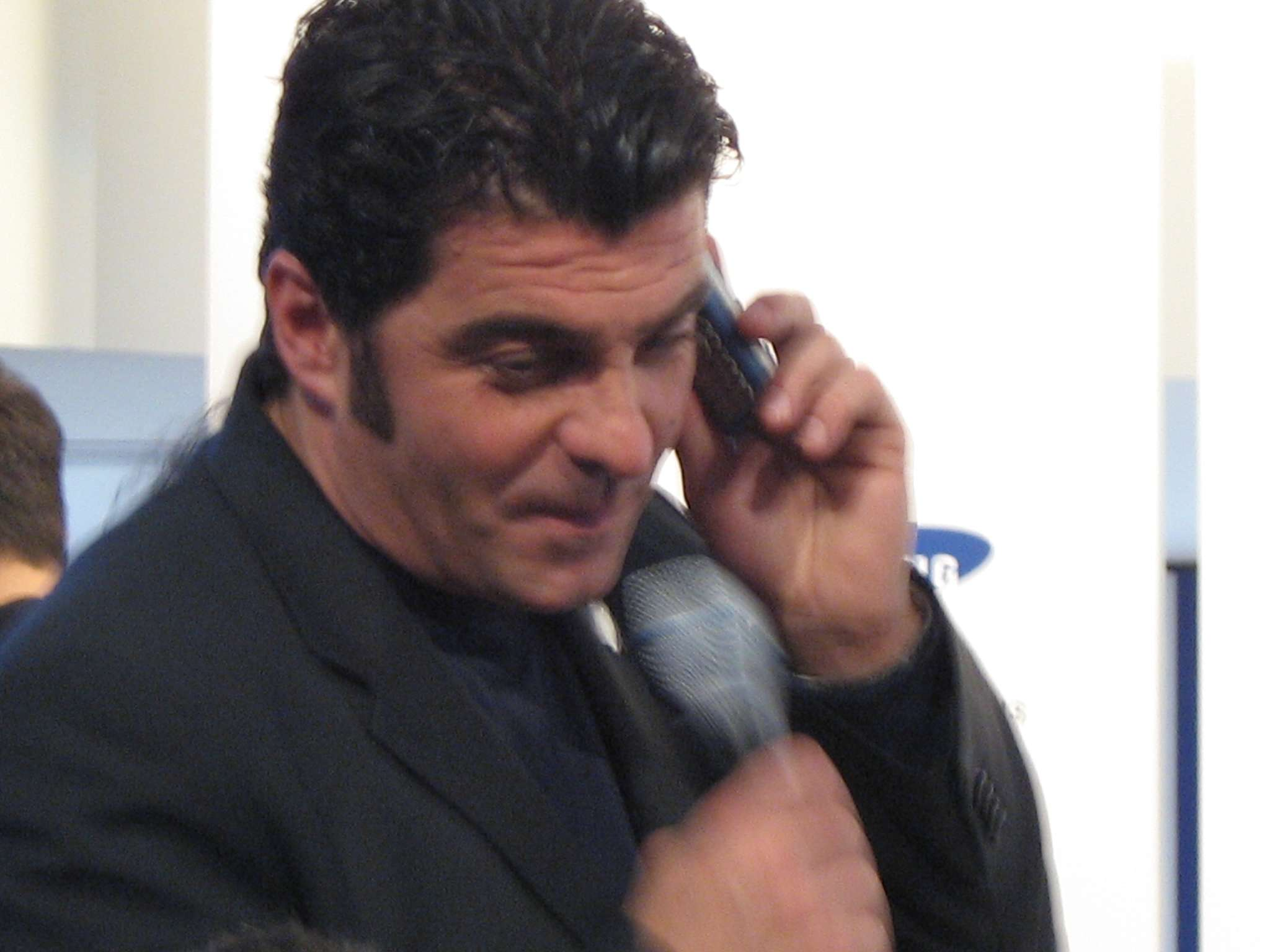
Alberto Tomba

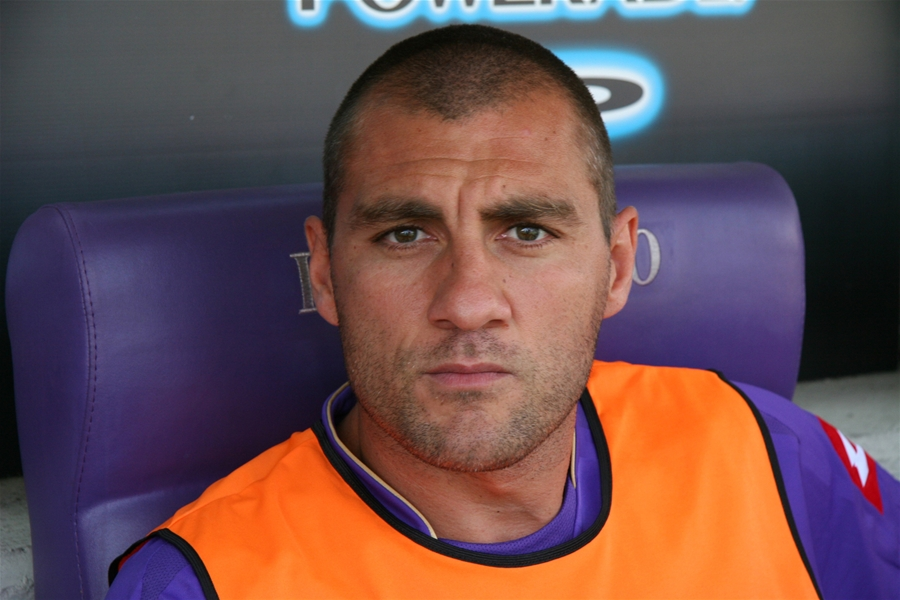
Christian Vieri

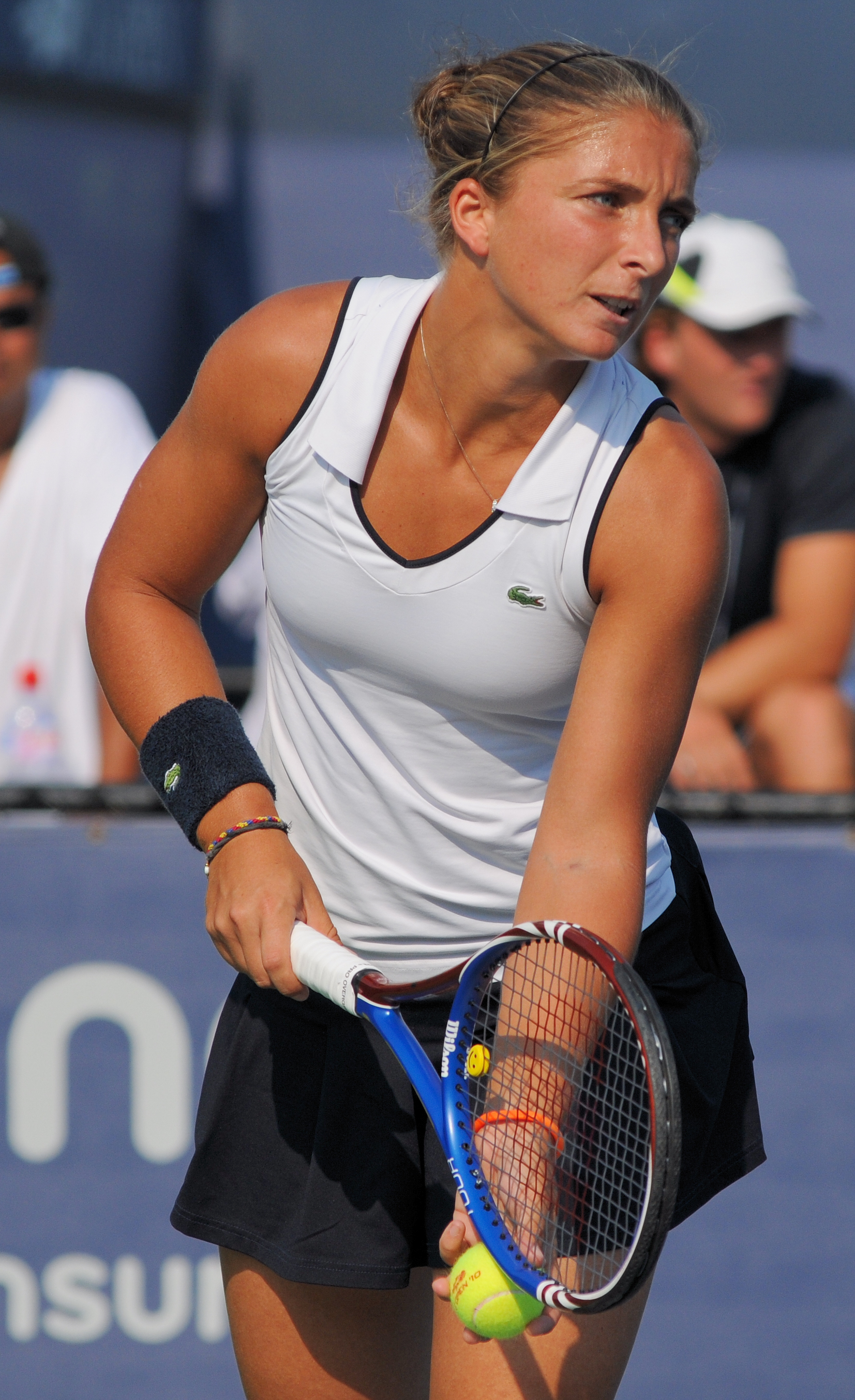
Sara Errani

### Bis 1500
- Tankred von Bologna (um 1185–1234/36), mittelalterlicher Jurist
- Guido Faba (vor 1190 – nach 1248), Lehrer
- Bettisia Gozzadini (1209–1261), Juristin
- Guido Guinizelli (um 1230 – um 1276), Dichter
- Mondino dei Luzzi (um 1275–1326), Anatom
- Vitale da Bologna (1308–1360/61), Maler
- Novella Andreae (1312 – 14. Jh.), Juristin
- Imelda Lambertini (1322–1333), Selige und Patronin der Ersten Heiligen Kommunion
- Andrea de’ Bartoli (1349–1369), Maler
- Andrea dei Bruni (1355–1377), Maler
- Niccolò Albergati (um 1375–1443), Kardinal und Diplomat
- Katharina von Bologna (1413–1463), Klarissin und Klostergründerin sowie Mystikerin und Malerin
- Aristotele Fioravanti (um 1415 – um 1486), Architekt und Baumeister
- Giovanni Garzoni (1419–1505), Humanist, Rhetoriker und Lehrer
- Pietro d’Argellata († 1423), Arzt, Chirurg und Anatom
- Giovanni II. Bentivoglio (1443–1508), Adliger
- Francesco Francia (1447–1517), Renaissance-Maler, Goldschmied und Bildhauer
- Francesco Griffo (1450–1518), Schriftgießer, Stempelschneider, Schriftenentwerfer, Buchdrucker und gilt als Erfinder der Kursivschrift
- Achille Grassi (1456–1523), Kardinal der katholischen Kirche
- Alessandro Achillini (1463–1512), Philosoph und Arzt
- Scipione del Ferro (1465–1526), Mathematiker
- Giovanni Filoteo Achillini (1466–1538), Gelehrter und Dichter
- Ludovico de Varthema (1470–1517), Schriftsteller und Entdeckungsreisender
- Filippo Beroaldo der Jüngere (1472–1518), Philologe, Dichter und Bibliothekar
- Sebastiano Serlio (1475 – um 1554), Architekt und Architekturtheoretiker
- Leandro Alberti (1479–?), Dominikaner und Historiker
- Properzia de’ Rossi (um 1490–1540), Bildhauerin
- Tommaso Vincidor (1493–1536), Maler und Architekt
- Biagio Pupini (Ende 15. Jh.–nach 1575), Maler

### 16. Jahrhundert
- Gregor XIII. (1502–1585), Papst
- Alessandro Campeggi (1504–1554), Kardinal
- Francesco De Marchi (1504–1576), Höfling, Architekt, Ingenieur und Autor
- Francesco Primaticcio (1504–1570), Maler, Bildhauer und Architekt
- Prospero Fontana (1512–1597), Maler
- Domenico Ferrabosco (1513–1574), Sänger, Kapellmeister und Komponist
- Innozenz IX. (1519–1591), Papst
- Carlo Grassi (1520–1571), Kardinal
- Ercole Procaccini der Ältere (1520–1595), Maler
- Ulisse Aldrovandi (1522–1605), Arzt und Naturforscher
- Lodovico Ferrari (1522–1565), Mathematiker
- Gabriele Paleotti (1522–1597), Kardinal
- Rafael Bombelli (1526–1572), Ingenieur und Mathematiker
- Bartolomeo Passarotti (1529–1592), Maler und Radierer
- Giulio Cesare Aranzi (1530–1589), Anatom
- Carlo Ruini (1530–1598), Autor
- Orazio Samacchini (1532–1577), Holzbildhauer, Maler und Kupferstecher
- Filippo Azzaiolo (um 1535–?), Sänger und Komponist
- Giovanni Piero Manenti (um 1535–1597), Komponist
- Ghinolfo Dattari (um 1537–um 1617), Sänger und Komponist
- Filippo Sega (1537–1596), Bischof und Kardinal
- Pietro Fiorini (1539–1629), Architekt
- Giovanni Maria Artusi (um 1540–1613), Musiktheoretiker, Komponist und Schriftsteller
- Filippo Guastavillani (1541–1587), Kardinal
- Domenico Tibaldi (1541–1583), Architekt, Maler und Kupferstecher
- Alessandro Riario (1543–1585), Kardinal
- Gaspare Tagliacozzi (1546–1599), Chirurg und Anatom, Pionier der Rhinoplastik
- Pietro Cataldi (1548–1626), Mathematiker
- Cesare Aretusi (1549–1612), Maler
- Matthia Ferrabosco (1550–1616), Komponist und Sänger
- Gabriello Ferrantini (um 1550–nach 1588), Maler des Barock
- Lavinia Fontana (1552–1614), Malerin
- Gregor XV. (1554–1623), Papst
- Girolamo Agucchi (1555–1605), Kardinal
- Lodovico Carracci (1555–1619), Maler
- Giulio Cesare Gabussi (um 1555–1632), Kapellmeister und Komponist
- Antonio Albergati (1566–1634), Bischof von Bisceglie
- Agostino Carracci (1557–1602), Maler und Kupferstecher
- Baldassare Croce (1558–1628), Maler
- Annibale Carracci (um 1560–1609), Maler und Kupferstecher
- Berlinghiero Gessi (1563–1639), Bischof von Rimini und Kardinal
- Giuseppe Biancani (1566–1624), Geistlicher, Astronom und Mathematiker
- Alessandro Piccinini (1566–1628), Lautenist, Theorbenspieler und Komponist
- Girolamo Giacobbi (1567–1629), Kantor, Kapellmeister und Komponist
- Adriano Banchieri (1568–1634), Benediktinermönch, Organist und Komponist
- Giovanni Battista Agucchi (1570–1632), Bischof, Diplomat und Schriftsteller
- Carlo Antonio Procaccini (1571 – nach 1628), Maler
- Angelo Gozzadini (1573–1653), Erzbischof von Naxos und Bischof von Civita Castellana e Orte
- Claudio Achillini (1574–1640), Philosoph, Theologe, Jurist, Mathematiker, Dichter und Librettist
- Giulio Cesare Procaccini (1574–1625), Maler und Bildhauer
- Guido Reni (1575–1642), Maler und Freskant
- Carlo Bovio (1576/1577–1646), Bischof von Bagnoregio und Sarsina
- Francesco Albani (1578–1660), Maler
- Lorenzo Garbieri (um 1580 – 1654), Maler
- Vincenzo Gotti (um 1580 – 1636), Maler
- Domenichino (1581–1641), Maler und Freskant
- Mario Bettini (1582–1657), Jesuit, Astronom und Mathematiker
- Bartolomeo Ambrosini (1588–1657), Arzt und Botaniker
- Francesco Gessi (1588–1649), Maler
- Lucrezia Orsina Vizzana (1590–1662), Komponistin
- Francesco Carracci (1595–1622), Maler, Zeichner und Stecher
- Ludovico Ludovisi (1595–1632), Erzbischof und Kardinal
- Bartolomeo Montalbano (um 1595–?), Komponist und Kapellmeister
- Alessandro Algardi (1598–1654), Bildhauer und Baumeister
- Domenico Ambrogi (1600–1678), Maler und Kupferstecher
- Giacomo Monti (1600–1687), Drucker, Herausgeber und Verleger der Barockzeit

### 17. Jahrhundert
- Giovanni Battista Ruggieri (1603–1633), Maler
- Niccolò Albergati-Ludovisi (1608–1687), Erzbischof von Bologna und Kardinal
- Cesare Facchinetti (1608–1683), Kardinal der katholischen Kirche
- Andrea Seghizzi (um 1610–nach 1684), Barockmaler und Architekt
- Giovanni Andrea Sirani (1610–1670), Maler
- Lorenzo Penna (1613–1693), Komponist und Musiktheoretiker
- Giovanni Maria Galli da Bibiena (1618–1665), Maler
- Ginevra Cantofoli (1618–1672), Malerin
- Francesco Maria Grimaldi (1618–1663), Physiker und Mathematiker
- Giulio Cesare Arresti (1619–1701), Organist und Komponist
- Domenico Maria Canuti (1620–1660), Maler und Freskant
- Angelo Maria Ranuzzi (1626–1689), Bischof von Fano, Erzbischof von Bologna und Kardinal
- Agostino Barelli (1627–um 1687), Architekt und Baumeister
- Carlo Cignani (1628–1719), Maler
- Giuseppe Felice Tosi (1628–1693), Organist, Kapellmeister und Komponist
- Niccolò Pietro Bargellini (1630–1694), päpstlicher Diplomat, Patriarch von Jerusalem
- Albert von Caprara (um 1630–?), österreichischer General und Diplomat
- Äneas Sylvius Caprara (1631–1701), österreichischer Feldmarschall
- Giovanni Battista Vitali (1632–1692), Komponist und Kapellmeister
- Girolamo Desideri (1635–um 1700), Philosoph, promovierter Jurist, Mathematiker und Musiktheoretiker
- Giovanni Paolo Colonna (1637–1695), Organist, Kapellmeister und Komponist
- Elisabetta Sirani (1638–1665), Malerin und Kupferstecherin
- Pietro degli Antonii (1639–1720), Komponist und Kapellmeister
- Giovanni Battista Rogeri (um 1642 – um 1710), Geigenbauer
- Bartolomeo Laurenti (um 1644–1726), Violinist und Komponist
- Giorgio Buoni (1647–?), Komponist und Musikpädagoge
- Marcantonio Franceschini (1648–1729), Maler und Freskant
- Rocco Laurenti (um 1649 – 1709), Organist und Komponist
- Petronio Franceschini (1651–1680), Komponist und Cellist
- Domenico Gabrielli (1651–1690), Cellist und Komponist
- Domenico Guglielmini (1655–1710), Mathematiker, Chemiker und Arzt
- Ferdinando Galli da Bibiena (1656–1743), Szenograph, Architekt und Dekorationsmaler
- Giovanni Battista Triumfetti (1656–1708), Arzt und Botaniker
- Luigi Ferdinando Marsigli (1658–1730), Soldat und Gelehrter
- Francesco Galli da Bibiena (1659–1739), Szenograph, Architekt, Bühnenbildner und Dekorationsmaler
- Gianantonio Davia (1660–1740), Bischof und Kardinal
- Pirro Albergati (1663–1735), Komponist
- Giuseppe Maria Jacchini (1663–1727), Cellist und Komponist
- Tomaso Antonio Vitali (1663–1745), Violinist und Komponist
- Giuseppe Maria Crespi (1665–1747), Maler und Radierer
- Attilio Ariosti (1666–1729), Komponist
- Pompeo Aldrovandi (1668–1752), Kardinal und Bischof
- Maria Maddalena Musi (1669–1751), berühmte Opernsängerin (Sopran)
- Bartolomeo Bernardi (um 1670–1732), Komponist und Violinist
- Giuseppe Aldrovandini (1671–1707), Kapellmeister und Komponist
- Antonio Beduzzi (1675–1735), Theateringenieur, Dekorationsmaler und Architekt
- Benedikt XIV. (1675–1758), Papst
- Diamante Maria Scarabelli, gen. „La Diamantina“ (1675–1754), berühmte Opernsängerin (Sopran)
- Alessandro Tanara (1680–1754), Kardinal
- Giuseppe Monti (1682–1760), Botaniker und Naturwissenschaftler
- Filippo Argelati (1685–1755), Gelehrter und Herausgeber
- Antonio Bernacchi (1685–1756), Opernsänger, Alt-Kastrat
- Francesco Monti (1685–1768), Maler und Zeichner
- Pietro Giuseppe Sandoni (1685–1748), Komponist
- Gaetano Fanti (1687–1759), Freskenmaler
- Luca Antonio Predieri (1688–1767), Komponist und Violinist
- Giuseppe Antonio Brescianello (um 1690–1758), Komponist und Violinist
- Antonio Zaniboni (um 1690–1767), Dichter, Librettist und Redner
- Antonio Vandini (um 1690–1778), Cellist und Komponist
- Lorenzo Gaetano Zavateri (1690–1764), Komponist und Violinist
- Vittorio Bigari (1692–1776), Maler
- Luigi Antinori (um 1697 – ?), Opernsänger
- Gaetano Maria Schiassi (1698–1754), Komponist und Violinist

### 18. Jahrhundert
- Maria Caterina Negri (1704–nach 1744), Opernsängerin (Alt)
- Giovanni Battista Martini (1706–1784), Komponist und Musiktheoretiker
- Laura Bassi (1711–1778), Universitätsprofessorin für Philosophie und Physik
- Stefano Torelli (1712–1784), Kunstmaler
- Ludwig von Angelelli de Malvezzi (1716–1797), Generalmajor
- Antonio Maria Mazzoni (1717–1785), Komponist und Sänger
- Lorenzo Gibelli (1718–1812), Komponist, Sänger und Gesangslehrer
- Andrea Gioannetti (1722–1800), Erzbischof von Bologna
- Francesco Antonio Uttini (1723–1795), Kapellmeister und Komponist
- Vincenzo Ranuzzi (1726–1800), Geistlicher, päpstlicher Diplomat, Bischof von Ancona e Numana und Kardinal
- Giovanni Battista Caprara (1733–1810), Geistlicher
- Antonio Tozzi (um 1736–?), Opernkomponist
- Luigi Galvani (1737–1798), Arzt, Anatom und Biophysiker
- Luigi Borghi (1745–1806), Violinist und Komponist
- Alessandro Malvasia (1748–1819), Kardinal
- Stanislao Mattei (1750–1825), Komponist, Musiktheoretiker und Musikpädagoge
- Antonio Aldini (1755–1826), Politiker
- Vincenzo Righini (1756–1812), Komponist und Sänger
- Clotilde Tambroni (1758–1817), Philologin, Linguistin, Dichterin und Professorin an der Universität Bologna
- Giovanni Aldini (1762–1834), Physiker
- Giovanni Battista Guglielmini (1763–1817), Wissenschaftler
- Antonio Dall’Occa (1763–1846), Kontrabass-Virtuose
- Giovanni Liverati (1772–1846), Komponist und Sänger
- Domenico Corsini (1774–1814), italienisch-russischer Maler
- Giuseppe Mezzofanti (1774–1849), Kardinal
- Pelagio Palagi (1775–1860), Maler, Bildhauer und Möbelgestalter
- Adamo Tadolini (1788–1868), Bildhauer
- Elisabetta Manfredini (1790–?), Sopranistin
- Giovanni Niccolò Tanari (1795–1853), Bischof von Faenza, Erzbischof von Urbino, Kurienbischof
- Carlo Pepoli (1796–1881), Dichter und Librettist
- Giuseppe Ferlini (1797–1870), Arzt und Abenteurer
- Ludovico Lipparini (1800–1856), Maler

### 19. Jahrhundert

#### 1801 bis 1850
- Marco Aurelio Zani de Ferranti (1801–1878), Gitarrist und Komponist
- Gaetano Gaspari (1807–1881), Musikforscher und Bibliothekar
- Alessandro Gavazzi (1809–1889), Theologe
- Marco Minghetti (1818–1886), Politiker
- Timoteo Bertelli (1826–1905), römisch-katholischer Geistlicher, Mathematiker und Geophysiker
- Alessandro Busi, Komponist und Musikpädagoge
- Gaspare Stanislao Ferrari (1834–1903), Mathematiker, Astronom und Jesuit
- Pietro Respighi (1843–1913), Bischof
- Angelo Graf von Courten (1848–1925), deutscher Maler
- Cesare Dall’Olio (1849–1906), Komponist und Musikpädagoge
- Augusto Righi (1850–1920), Physiker

#### 1851 bis 1900
- Edgardo Mortara (1851–1940), Augustinermönch
- Vittorio Amedeo Ranuzzi de’ Bianchi (1857–1927), Kurienkardinal der römisch-katholischen Kirche (1859–1934)
- Angelo Consolini (1859–1934), Geiger, Bratscher, Musikpädagoge und Komponist
- Fabio Fabbi (1861–1945), Maler und Illustrator
- Ettore Bortolotti (1866–1947), Mathematikhistoriker
- Giuseppe Dagnini (1866–1928), Kardiologe und Chirurg
- Alessandro De Bosdari (1867–1929), Diplomat und Botschafter in Deutschland
- Giuseppe Romagnoli (1872–1966), Bildhauer, Kupferstecher und Medailleur
- Roberto Bonola (1874–1911), Mathematikhistoriker
- Guglielmo Marconi (1874–1937), Forscher, Nobelpreisträger, Unternehmer und Pionier der drahtlosen Telekommunikation
- Ettore Bastico (1876–1972), Marschall
- Luigi Aldrovandi Marescotti (1876–1945), Diplomat
- Henri Ponsot (1877–1963), französischer Diplomat
- Arrigo Serato (1877–1948), Geiger und Musikpädagoge
- Giorgio Del Vecchio (1878–1970), Rechtswissenschaftler, Rechtsphilosoph und Hochschullehrer
- Luigi Federzoni (1878–1967), Politiker
- Ottorino Respighi (1879–1936), Komponist
- Pericle Ducati (1880–1944), Klassischer Archäologe und Etruskologe
- Giuseppe Tellera (1882–1941), Offizier des Königlich-Italienischen Heeres
- Giuseppe Domenichelli (1887–1955), Turner
- Ottorino Mezzalama (1888–1931), Bergsteiger
- Raffaele Baratta (1889–1973), Erzbischof von Perugia
- Ezio Corlaita (1889–1967), Radrennfahrer
- Ubaldo Oppi (1889–1942), Maler
- Amedeo Ruggeri (1889–1932), Motorrad- und Automobilrennfahrer
- Alda Levi (1890–1950), Klassische Archäologin
- Giorgio Morandi (1890–1964), Maler und Grafiker
- Riccardo Bacchelli (1891–1985), Journalist und Schriftsteller
- Franco Giongo (1891–1981), Leichtathlet
- Parsifal Bassi (1892–1960), Schauspieler und Regisseur
- Angiolo Mazzoni (1894–1979), Ingenieur und Architekt
- Carlo Ninchi (1896–1974), Schauspieler
- Giuseppe Vaccaro (1896–1970), Architekt
- Oreste Biancoli (1897–1971), Drehbuchautor und Filmregisseur
- Nerio Bernardi (1899–1971), Schauspieler, Schauspiellehrer und Synchronsprecher

### 20. Jahrhundert

#### 1901 bis 1925
- Gino Cervi (1901–1974), Filmschauspieler
- Tito Mancini (1901–1969), römisch-katholischer Geistlicher, Weihbischof in Ostia und in Porto und Santa Rufina
- Raffaele Scorzoni (1902–1975), Fußballschiedsrichter und -funktionär
- Carlo Tagliavini (1903–1982), Sprachwissenschaftler, Romanist, Rumänist, Finnougrist, Balkanologe, Albanologe und Dialektologe
- Cesare Fantoni (1905–1963), Schauspieler
- Athos Querzola (1905–1992),  Autorennfahrer
- Angelo Schiavio (1905–1990), Fußballspieler
- Mario Tadini (1905–1983), Unternehmer und Automobilrennfahrer
- Guglielmo Sandri (1906–1961), Automobil- und Motorradrennfahrer
- Riccardo Nielsen (1908–1982), Komponist und Musikwissenschaftler
- Gian Paolo Callegari (1909–1982), Dramatiker, Drehbuchautor und Filmregisseur
- Gabriele Salviati (1910–1987), Leichtathlet
- Luciano Sgrizzi (1910–1994), Pianist, Cembalist und Komponist
- Luciano Minguzzi (1911–2004), Bildhauer
- Francesco Molinari-Pradelli (1911–1996), Opern-Dirigent
- Anteo Zamboni (1911–1926), Anarchist
- Guido Morselli (1912–1973), Romancier
- Silvio Bagolini (1914–1976), Schauspieler
- Amedeo Biavati (1915–1979), Fußballspieler
- Claudia Testoni (1915–1998), Leichtathletin
- Giorgio Bassani (1916–2000), Schriftsteller und Dichter
- Rossano Brazzi (1916–1994), Schauspieler
- Trebisonda Valla (1916–2006), Leichtathletin
- Oscar Brazzi (1918–1998), Filmschaffender
- Guido Fantoni (1919–1974), Ringer
- Luciano Bernardi (1920–2001), italienisch-schweizerischer Botaniker
- Lucia Mannucci (1920–2012), Sängerin und Schauspielerin
- Mario Fantin (1921–1980), Alpinist, Autor und Dokumentarfilmer
- Aldo Gordini (1921–1995), Automobilrennfahrer
- Pier Paolo Pasolini (1922–1975), Filmregisseur, Dichter und Publizist
- Daniele Vargas (1922–1981), Schauspieler
- Luciano Damiani (1923–2007), Bühnen- und Kostümbildner sowie Regisseur
- Gianni Raimondi (1923–2008), Operntenor
- Roberto Roversi (1923–2012), Schriftsteller
- Tullio Altamura (1924–2005), Schauspieler
- Gabriele Mandel (1924–2010), Psychologe, Schriftsteller und Künstler
- Leonardo Cremonini (1925–2010), Maler
- Guido Fanti (1925–2012), Politiker

#### 1926 bis 1950
- Paolo Cavara (1926–1982), Filmregisseur und Drehbuchautor
- Valerio Zurlini (1926–1982), Filmregisseur und Drehbuchautor
- Laura Betti (1927–2004), Schauspielerin
- Giuseppe D’Agata (1927–2011), Journalist und Schriftsteller
- Clementino Bonfiglioli (1928–2010), Unternehmer
- Ennio Mattarelli (* 1928), Sportschütze
- Carlo Pedretti (1928–2018), Kunsthistoriker
- Luigi Ferdinando Tagliavini (1929–2017), Organist, Cembalist und Musikwissenschaftler
- Vincenzo Zarri (* 1929), Altbischof
- Gian Vittorio Baldi (1930–2015), Regisseur und Filmproduzent
- Sergio Pedretti (* 1931), Autorennfahrer
- Gianfranco Mingozzi (1932–2009), Regisseur
- Cesare Perdisa (1932–1998), Automobilrennfahrer und Geschäftsmann
- Alessandro Plotti (1932–2015), Erzbischof
- Giancarlo Romani Adami (* 1933), Filmschaffender und Maler
- Sergio Balanzino (1934–2018), Diplomat
- Giorgio Bellettini (* 1934), Physiker
- Valerio Adami (* 1935), Maler
- Elio Tinti (1936–2024), Bischof von Carpi
- Pupi Avati (* 1938), Regisseur, Drehbuchautor und Filmproduzent
- Carlo Di Carlo (1938–2016), Dokumentarfilmer
- Claudio Cassinelli (1938–1985), Schauspieler
- Piera Degli Esposti (1938–2021), Schauspielerin und Opernregisseurin
- Roberto Raviola (1939–1996), Comiczeichner
- Nanni Galli (1940–2019), Automobilrennfahrer
- Giancarlo Piretti (* 1940), Möbeldesigner
- Gherardo Hercolani Fava Simonetti (* 1941), Großkomtur des Malteserordens
- Gloria Ferrari Pinney (1941–2023), Archäologin
- Ruggero Raimondi (* 1941), Opernsänger
- Bruno Deserti (1942–1965), Automobilrennfahrer
- Pier Paolo Calzolari (* 1943), Konzeptkünstler
- Raffaella Carrà (1943–2021), Schauspielerin, Sängerin und Fernsehmoderatorin
- Mauro Checcoli (* 1943), Vielseitigkeitsreiter
- Lucio Dalla (1943–2012), Musiker
- Ugo Malaguti (1945–2021), Science-Fiction-Autor, -Schriftsteller, Verleger und Übersetzer
- Antonio Avati (* 1946), Filmproduzent und Drehbuchautor
- Vittorio Giardino (* 1946), Comiczeichner und -autor
- Stefano Benni (* 1947), Schriftsteller, Journalist und Satiriker
- Luca Cordero di Montezemolo (* 1947), Manager und Unternehmer
- Danila Montanari (1948–2023), Schriftstellerin
- Fabio Vacchi (* 1949), Komponist
- Roberto Beccantini (* 1950), Sportjournalist
- Marco Biagi (1950–2002), Publizist, Wissenschaftler und Politikberater
- Claudio Lolli (1950–2018), Liedermacher

#### 1951 bis 1975
- Fabio Frizzi (* 1951), Komponist
- Clara Aldrighi (* 1952), Essayistin
- Valerio Evangelisti (1952–2022), Schriftsteller
- Gianfranco Fini (* 1952), Politiker
- Giambattista Diquattro (* 1954), römisch-katholischer Erzbischof und vatikanischer Diplomat
- Pier Ferdinando Casini (* 1955), Politiker
- Bruno Stori (* 1955), Schauspieler, Regisseur und Dramatiker
- Veronica Lario (* 1956), Schauspielerin
- Roberto Regazzi (* 1956), Geigenbauer
- Massimo Martelli (* 1957), Regisseur
- Pietro Generali (* 1958), Basketballspieler
- Serena Grandi (* 1958), Schauspielerin
- Giorgio Diritti (* 1959), Filmregisseur und Drehbuchautor
- Pierluigi Collina (* 1960), Fußballschiedsrichter
- Claudio Schiavoni (* 1960), Automobilrennfahrer
- Marcello Albano (1961–2017), Comiczeichner
- Renate Dürr (* 1961), deutsche Historikerin
- Luca Carboni (* 1962), Liedermacher
- Andrea Benetti (* 1964), Künstler
- Arnaldo Catinari (* 1964), Kameramann und Kurzfilm-Regisseur
- Pierfrancesco Chili (* 1964), Motorradrennfahrer
- Marco Apicella (* 1965), Automobilrennfahrer
- Paolo Canè (* 1965), Tennisspieler
- Simona Ventura (* 1965), Journalistin und Fernsehmoderatorin
- Max Angelelli, Autorennfahrer
- Alessandro Cappelletti (* 1966), Filmregisseur und Drehbuchautor
- Gianluca Pagliuca (* 1966), Fußballspieler
- Alberto Tomba (* 1966), Skirennläufer
- Alessandro Zanardi (* 1966), Automobilrennfahrer
- Silvia Mezzanotte (* 1967), Sängerin
- Omar Camporese (* 1968), Tennisspieler
- Paolo Dondarini (* 1968), Fußballschiedsrichter
- Luca Bucci (* 1969), Fußballtorhüter
- Emanuele Ottolenghi (* 1969), Politikwissenschaftler und Publizist
- Francesco Busi (* 1970), Squashspieler und Trainer
- Gianfranco Contri (* 1970), Radrennfahrer
- Stefano Accorsi (* 1971), Schauspieler
- Simone Alberghini (* 1973), Opernsänger
- Simone Salvati (* 1973), Snowboarder
- Christian Vieri (* 1973), Fußballspieler
- Cristina Zavalloni (* 1973), Sängerin
- Luca Mazzanti (* 1974), Radrennfahrer
- Emanuele Negrini (* 1974), Radrennfahrer

#### 1976 bis 2000
- Thomas Biagi (* 1976), Automobilrennfahrer
- Fabio Bazzani (* 1976), Fußballspieler
- Matteo Messori (* 1976), Cembalist, Organist und Dirigent
- Francesca Lubiani (* 1977), Tennisspielerin
- Paolo Chiasera (* 1978), Konzeptkünstler
- Cesare Cremonini (* 1980), Sänger
- Michelangelo Setola (* 1980), Comiczeichner
- Alessandro Gamberini (* 1981), Fußballspieler
- Goran Nava (* 1981), serbischer Leichtathlet
- Elisa Cusma Piccione (* 1981), Mittelstreckenläuferin
- Stefano Cipressi (* 1982), Kanute
- Simone Bolelli (* 1985), Tennisspieler
- Lucia Mazzotti (* 1985), Skirennläuferin
- Sara Errani (* 1987), Tennisspielerin
- Martina Grimaldi (* 1988), Freiwasserschwimmerin
- Michelangelo Albertazzi (* 1991), Fußballspieler
- Elettra Lamborghini (* 1994), TV-Persönlichkeit und Sängerin
- Matilda De Angelis (* 1995), Schauspielerin und Sängerin
- Pierluigi Gollini (* 1995), Fußballspieler
- Simone Velasco (* 1995), Radrennfahrer
- Lorenzo Fortunato (* 1996), Radrennfahrer
- Diego Aldo Pettorossi (* 1997), Sprinter
- Elia Specolizzi (* 1997), Rapper
- Mattia Vitale (* 1997), Fußballspieler
- Rayyan Baniya (* 1999), Fußballspieler
- Giovanni Maini (* 2000), Schauspieler

### 21. Jahrhundert
- Rebecca Coco Edogamhe (* 2001), Schauspielerin
- Diego Lenzi (* 2001), Boxer
- Federico Nilo Maldini (* 2001), Sportschütze
- Alessandro Bedetti (* 2002), Schauspieler
- Florian Kajamini (* 2003), Radrennfahrer
- Andrea Kimi Antonelli (* 2006), Automobilrennfahrer
- Flora Tabanelli (* 2007), Freestyle-Skierin

## Bekannte Einwohner von Bologna

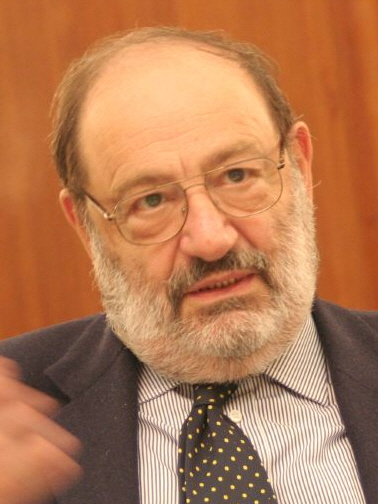
Umberto Eco

- Azo Portius (vor 1190–1220), Rechtswissenschaftler an der Universität Bologna
- Accursius (1182/85–1260/63), Rechtswissenschaftler an der Universität Bologna
- Laux Maler (1485–1552), Lautenbauer
- Claudio Tolomei (1492–1556), Schriftsteller, Kritiker und Philologe
- Tommaso Laureti (1530–1602), Maler
- Camillo Procaccini (1561–1629), Maler
- Farinelli (1705–1782), Sänger (Kastrat)
- Gioachino Rossini (1792–1868) (Komponist)
- Anna Banti (1895–1985), Schriftstellerin
- Umberto Eco (1932–2016), Kulturwissenschaftler und Autor
- Paolo Prodi (1932–2016), Historiker
- Loriano Macchiavelli (* 1934), Autor
- Concetto Pozzati (1935–2017), Maler und Grafiker
- Gianni Celati (1937–2022), Schriftsteller und Übersetzer
- Elena Esposito (* 1960), Soziologin, Schriftstellerin und Dozentin
- Marcello Fois (* 1960), Schriftsteller
- Paolo Nori (* 1963), Schriftsteller
- Antonino Fogliani (* 1976), Dirigent
- Alessandro Kouzkin (* 1992), russisch-italienischer Automobilrennfahrer